# 小手川宏基
小手川 宏基（こてがわ こうき、1989年9月12日 - ）は、大分県大分市出身の元プロサッカー選手。現役時代のポジションはミッドフィールダー。マネジメント会社はジャパン・スポーツ・プロモーション（JSP）。

## 来歴

### プロ入り前
大分トリニータU-18時代・3年次の2007年2月にトップチームの宮崎キャンプに参加し、キャンプ中の練習試合では非凡な得点能力を見せた。その後、トップの2種登録選手に登録されると、J1第2節・ジュビロ磐田戦の2日前となる3月10日に居残り練習中のセルジーニョが負傷。当時の監督のシャムスカは、同じく居残り練習をしていた小手川を追加メンバーとして遠征招集。突然の招集であった為スーツを持っておらず、高校の制服姿で帯同した。その試合（17歳5か月）でJ1デビューを飾り、大分の当時の最年少出場記録を塗り替えた（現在の記録保持者は為田大貴で17歳1か月）。その後のナビスコ杯第1節の横浜FC戦ではスタメンデビューも果たすなど、この年は公式戦5試合に出場。

### 大分トリニータ
2008年に正式にトップ昇格（同期入団は清武弘嗣・井上裕大ら）を果たして以降は試合出場機会が少なかったが、2010年には前年引退した西山哲平から背番号7を引き継ぎ、更にはサイドバックとして開幕スタメンを飾り序盤戦はレギュラーとして試合に出場。しかし4月25日のJ2・第8節・ギラヴァンツ北九州戦で負傷し全治3か月と診断され戦前離脱。復帰試合は翌2011年11月6日の第34節・ジェフユナイテッド千葉戦となり（後半37分、前田俊介と交代出場）、日数にして実に560日ぶりの公式戦復帰となった。2012年は3月4日のJ2開幕戦・ザスパ草津（現・ザスパクサツ群馬）戦でリーグ戦初ゴールを挙げた。当時自己最多のリーグ戦13試合に出場するもレギュラー奪取する事はできず、同年限りで契約満了により大分を退団した。

### ギラヴァンツ北九州
2013年、ギラヴァンツ北九州に加入。監督の柱谷幸一から期待を込められ加入年から背番号10を背負った。2013シーズンはリーグ前半戦で7得点を記録。後半戦は得点数は伸び悩み計8得点となったが、プロ入り後初めてシーズンを通じ先発として試合出場を継続した。以後2016年シーズンまでの4年間で、リーグ戦計166試合に出場。欠場した試合は僅か2試合だけであった。しかし、2016年に北九州がJ2リーグ戦最下位となり、J3降格の憂き目に遭う事となった。

### 大分トリニータ復帰
2017年、大分に完全移籍で5年振りに復帰。2年目の2018年にはチームのJ1昇格に貢献した。J1に舞台を移した翌2019年以降は出場機会を減らし、2020年を以て契約満了により大分を退団。

### 松本山雅FC
2021年、松本山雅FCに加入し、リーグ戦20試合に出場したが、チームはJ3降格となり、同年限りで契約満了となった。

### ジェイリースFC
2022年1月29日、ジェイリースFCへの入団が発表された。2024シーズンを以て現役引退。。

## 所属クラブ
- 別保SFC
- カティオーラFC
- 2005年 - 2007年 大分トリニータU-18（大分高校）
  - 2007年 大分トリニータ（2種登録選手）
- 2008年 - 2012年 大分トリニータ
- 2013年 - 2016年 ギラヴァンツ北九州
- 2017年 - 2020年 大分トリニータ
- 2021年 松本山雅FC
- 2022年 - 2024年 ジェイリースFC

## 個人成績
| 国内大会個人成績 | 国内大会個人成績 | 国内大会個人成績 | 国内大会個人成績 | 国内大会個人成績 | 国内大会個人成績 | 国内大会個人成績 | 国内大会個人成績 | 国内大会個人成績 | 国内大会個人成績 | 国内大会個人成績 | 国内大会個人成績 |
| 年度             | クラブ           | 背番号           | リーグ           | リーグ戦         | リーグ戦         | リーグ杯         | リーグ杯         | オープン杯       | オープン杯       | 期間通算         | 期間通算         |
| 年度             | クラブ           | 背番号           | リーグ           | 出場             | 得点             | 出場             | 得点             | 出場             | 得点             | 出場             | 得点             |
| 日本             | 日本             | 日本             | 日本             | リーグ戦         | リーグ戦         | リーグ杯         | リーグ杯         | 天皇杯           | 天皇杯           | 期間通算         | 期間通算         |
| ---------------- | ---------------- | ---------------- | ---------------- | ---------------- | ---------------- | ---------------- | ---------------- | ---------------- | ---------------- | ---------------- | ---------------- |
| 2005             | 大分U-18         | 18               | -                | -                | -                | -                | -                | 1                | 0                | 1                | 0                |
| 2007             | 大分             | 27               | J1               | 3                | 0                | 2                | 0                | 0                | 0                | 5                | 0                |
| 2008             | 大分             | 27               | J1               | 1                | 0                | 2                | 0                | 0                | 0                | 3                | 0                |
| 2009             | 大分             | 27               | J1               | 9                | 0                | 5                | 1                | 0                | 0                | 14               | 1                |
| 2010             | 大分             | 7                | J2               | 8                | 0                | -                | -                | 0                | 0                | 8                | 0                |
| 2011             | 大分             | 7                | J2               | 2                | 0                | -                | -                | 0                | 0                | 2                | 0                |
| 2012             | 大分             | 7                | J2               | 13               | 1                | -                | -                | 1                | 0                | 14               | 1                |
| 2013             | 北九州           | 10               | J2               | 41               | 8                | -                | -                | 2                | 0                | 43               | 8                |
| 2014             | 北九州           | 10               | J2               | 42               | 4                | -                | -                | 4                | 0                | 46               | 4                |
| 2015             | 北九州           | 10               | J2               | 41               | 8                | -                | -                | 1                | 0                | 42               | 8                |
| 2016             | 北九州           | 10               | J2               | 42               | 2                | -                | -                | 2                | 0                | 44               | 2                |
| 2017             | 大分             | 20               | J2               | 34               | 3                | -                | -                | 0                | 0                | 34               | 3                |
| 2018             | 大分             | 20               | J2               | 24               | 4                | -                | -                | 1                | 0                | 25               | 4                |
| 2019             | 大分             | 20               | J1               | 6                | 0                | 5                | 0                | 3                | 0                | 14               | 0                |
| 2020             | 大分             | 20               | J1               | 1                | 0                | 2                | 0                | -                | -                | 3                | 0                |
| 2021             | 松本             | 28               | J2               | 20               | 0                | -                | -                | 1                | 0                | 21               | 0                |
| 2022             | JLFC             | 27               | 九州             | 18               | 3                | -                | -                | -                | -                | 18               | 3                |
| 2023             | JLFC             | 27               | 九州             | 15               | 2                | -                | -                | -                | -                | 15               | 2                |
| 2024             | JLFC             | 27               | 九州             | 12               | 0                | -                | -                | 1                | 0                | 13               | 0                |
| 通算             | 日本             | 日本             | J1               | 20               | 0                | 16               | 1                | 3                | 0                | 39               | 1                |
| 通算             | 日本             | 日本             | J2               | 267              | 30               | -                | -                | 12               | 0                | 279              | 30               |
| 通算             | 日本             | 日本             | 九州             | 45               | 5                | -                | -                | 1                | 0                | 46               | 5                |
| 通算             | 日本             | 日本             | 他               | -                | -                | -                | -                | 1                | 0                | 1                | 0                |
| 総通算           | 総通算           | 総通算           | 総通算           | 332              | 35               | 16               | 1                | 17               | 0                | 365              | 36               |

2007年は2種登録
その他の国際公式戦
- 2009年
  - スルガ銀行チャンピオンシップ 1試合0得点
- Jリーグ初出場 - 2007年3月10日 J1第2節 ジュビロ磐田戦（ヤマハ）
- Jリーグ初得点 - 2012年3月4日 J2第1節 ザスパ草津戦（大銀ド）

## タイトル

### クラブ
大分トリニータ
- Jリーグカップ：1回（2008年）

### 個人
- J2 Exiting22：1回（2013年）